# Ышик, Фикри
Фикри Ышик (тур. Fikri Işık; род. 13 сентября 1965, Бабаджан, Гюмюшхане) — турецкий политик. Занимал посты министра науки, министра обороны и вице-премьера.

## Биография
Родился 13 сентября 1965 года в деревне Бабаджан района Ширан ила Гюмюшхане в семье Тевфика и Меджбуре Ышиков.
Учился в Ближневосточном техническом университете.
Преподавал математику и английский язык в частных школах Измита и Стамбула.
20 октября 2001 года стал одним из основателей отделения партии справедливости и развития в иле Коджаэли. 22 июня 2003 года был избран её руководителем. Ышик занимал этот пост четыре года.
В 2007 году Фикри Ышик был избран членом Великого национального собрания.
26 декабря 2013 года был назначен на пост министра науки, промышленности и технологий.
С 24 мая 2016 по 19 июля 2017 года — занимал должность министра обороны Турции.
С 19 июля 2017 по 9 июля 2018 года являлся Вице-премьером в турецком кабинете министров.

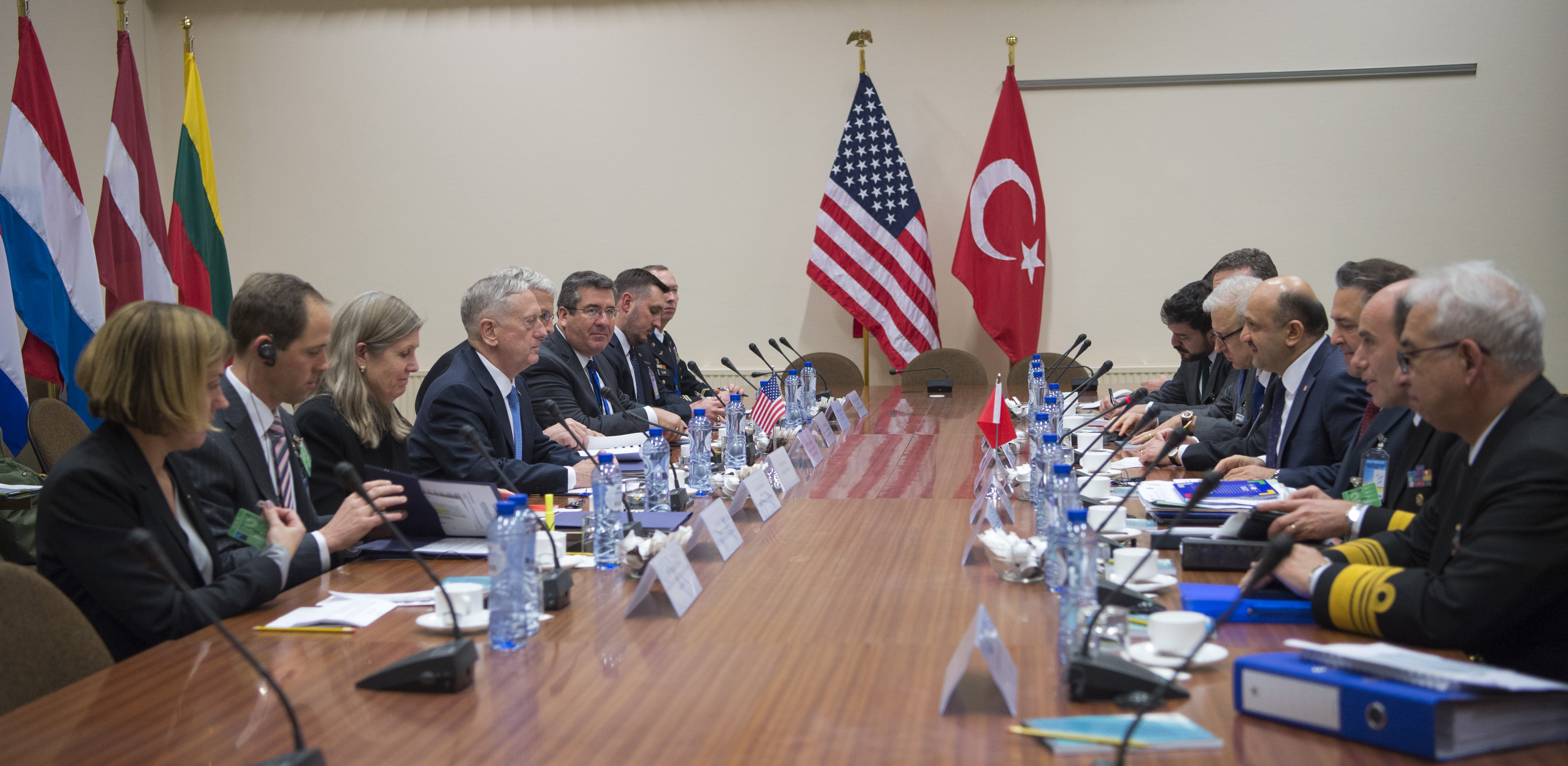
Ышик встречается с министром обороны США Джеймсом Мэттисом в штаб-квартире НАТО, февраль 2017 года

## Личная жизнь
Женат, четверо детей.